# Walter Hook
Walter Farquhar Hook (13 mars 1798 - 20 octobre 1875), connu de ses contemporains sous le nom de Dr Hook, est un éminent ecclésiastique victorien.
Il est le vicaire de Leeds, responsable de la construction de l'actuelle cathédrale de Leeds et de nombreuses améliorations ecclésiastiques et sociales de la ville au milieu du XIXe siècle. Ses réalisations en tant que membre de la Haute Église et tractarien dans une ville non-conformiste sont remarquables. Plus tard dans sa vie, il devient doyen de Chichester.

## Biographie

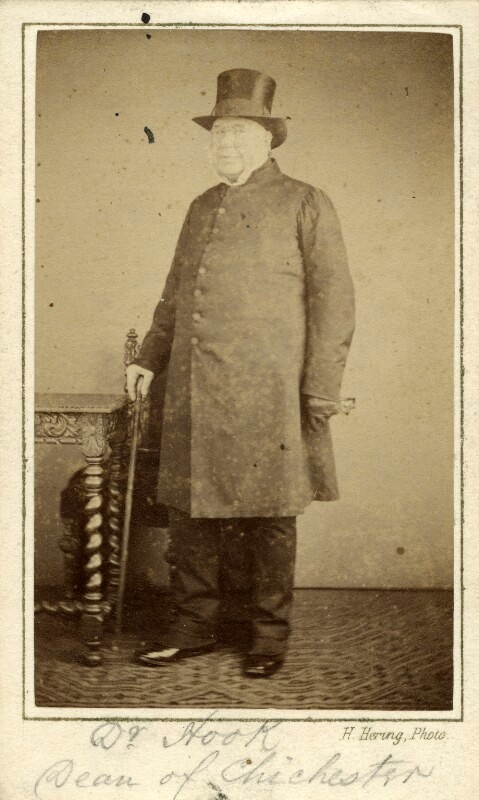
Walter Hook vers 1860

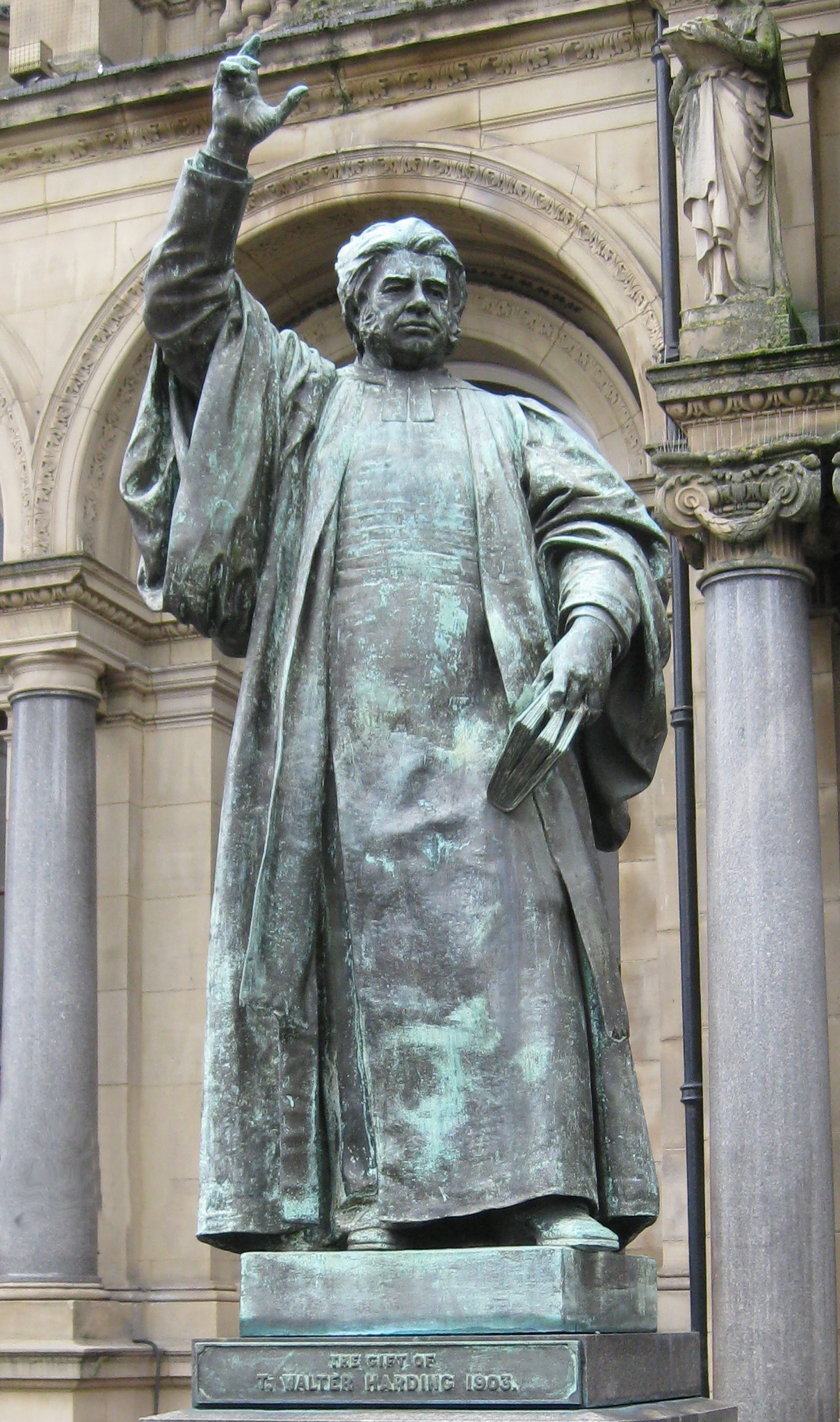
Statue sur la place de la ville de Leeds

### Jeunesse
Hook est né le 13 mars 1798 à Londres, fils de James Hook, et de son épouse Anne Farquhar, fille de Walter Farquhar, et fait ses études d'abord à la Blundell's School de Tiverton, Devon, puis au Winchester College et à Christ Church, Oxford, où il obtient son diplôme en 1821. Il obtient sa maîtrise en 1824, ainsi que ses doctorats en 1837. Après avoir pris les ordres sacrés en 1822, il sert d'abord comme vicaire à l'église de son père, l'église Sainte-Mildred, à Whippingham sur l'île de Wight, puis comme vicaire à l'église Sainte-Marie, à Moseley, à Birmingham, et, en 1828, comme vicaire de l'église de la Sainte-Trinité, à Coventry. Il épouse Anna Delicia (1811 - 5 avril 1871), fille du Dr John Johnstone de Birmingham, le 4 juin 1829 et ils ont plusieurs enfants. Une fille, Charlotte Jane Hook, épouse William Stephens, qui devient doyen de Winchester de 1895 à 1902.

### Leeds
Son soutien aux idéaux des Tractariens l'expose à de nombreuses critiques, mais son « caractère simple et viril et son dévouement zélé au travail paroissial lui ont valu le soutien de classes très divergentes », selon l'Encyclopædia Britannica de 1911. 
Leeds l'invite à devenir son vicaire en 1837. La ville est l'un des sièges de la première révolution industrielle, dans laquelle les non-conformistes ont joué un grand rôle. L’Église établie dans la ville est une confession minoritaire et des dissidents sont même élus comme marguilliers. En 1842, les élections donnent une liste de marguilliers chartistes.
Hook reconstruit son église en utilisant la taxe ecclésiastique prélevée par les autorités de la ville ; ceci malgré les objections des non-conformistes. Il partage Leeds en 21 paroisses, chacune avec sa propre église. Il accepte une réduction de ses revenus et s'installe dans un presbytère plus petit, en vertu d'un accord prévoyant que les sièges du rez-de-chaussée des églises paroissiales de Leeds sont achetés par les commissaires ecclésiastiques, plutôt que d'autoriser la location de bancs.
Hook favorise la construction et le soutien d’une trentaine d’écoles. Son intérêt pour l’éducation des enfants est controversé à l’époque, avant les lois sur l’éducation de la fin du XIXe siècle. Son insistance sur la nécessité de l’éducation et sur le devoir de la société de la fournir, dans une certaine mesure, n’est pas ce que croyaient certains de ses paroissiens les plus riches.
La cathédrale demeure un héritage physique du travail de Hook, étant une conception importante du début du renouveau gothique de la Haute Église.

### Chichester
Hook quitte Leeds pour occuper le doyenné de Chichester en 1859. Il est nommé aumônier honoraire du 1er bataillon administratif du Sussex Rifle Volunteer Corps, basé à Chichester, le 13 août 1864. Il est décédé le 20 octobre 1875 et est enterré à Mid Lavant, un petit village près de Chichester.

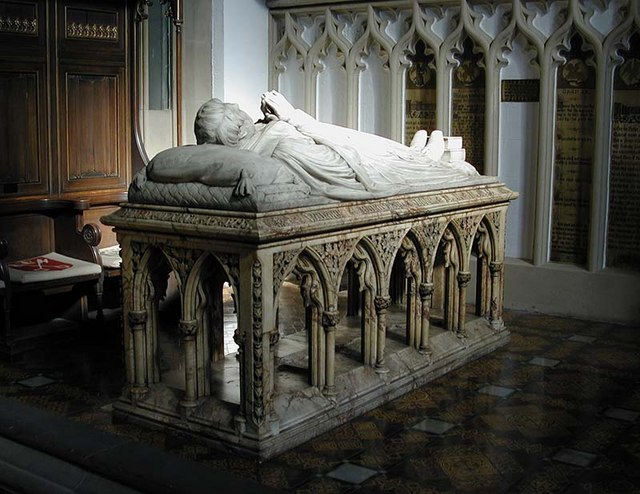
Mémorial dans la cathédrale de Leeds

Il est élu membre de la Royal Society en 1862 comme personne « éminente en tant que théologien. Auteur des Vies des archevêques de Canterbury, de la Biographie ecclésiastique, du Dictionnaire de l'Église et de plusieurs autres ouvrages. ».
Un mémorial en mémoire de Hook est érigé dans l'église paroissiale de Leeds et, en 1903, une statue lui est érigée sur City Square, en compagnie de quelques autres pères éminents de la ville. Ce qui est aujourd'hui l'église All Souls, Blackman Lane à Leeds, est construite grâce à une souscription publique sous le nom de Hook Memorial.
Son gendre William Stephens dédie son livre de 1896, Memorials of the South Saxon See and Cathedral Church of Winchester, à sa mémoire.

## Écrits
- 1842 : Church Dictionary (souvent réimprimé)
- 1845 : Dictionary of Ecclesiastical Biography. . 8 vol. 1845–1852
- 1860 : Lives of the Archbishops of Canterbury 12 vol. 1860–1876

## Sources
- Léodis : Leeds
- Stephens, WRW (1878) La vie et les lettres de Walter Farquhar Hook . 2 vol. Londres : Richard Bentley & Son
- Nécrologie de Dean Hook, The Times, jeudi 21 octobre 1875 ; p. 8; Numéro 28452; col F
- Stranks, CJ (1954) Doyen Crochet . Londres : AR Mowbray
- Harry Dalton La renaissance anglicane sous WFHook dans le Leeds du début de l'ère victorienne (ISBN 0-900741-60-0)